# Glyphanostomum pallescens
Glyphanostomum pallescens är en ringmaskart som först beskrevs av Johan Hjalmar Théel 1879.  Glyphanostomum pallescens ingår i släktet Glyphanostomum och familjen Ampharetidae. Arten har ej påträffats i Sverige. Inga underarter finns listade i Catalogue of Life.